# إرنست مورو (طبيب)
إرنست مورو (بالألمانية: Ernst Moro)‏ (و. 1874 – 1951 م) هو طبيب، وأستاذ جامعي ألماني، ولد في ليوبليانا، كان عضوًا في الأكاديمية الألمانية للعلوم ليوبولدينا، توفي في هايدلبرغ، عن عمر يناهز 77 عاماً.

## التعليم
تعلم في جامعة غراتس
.